# Aljaksandr Paulowitsch
Aljaksandr Jurewitsch Paulowitsch (belarussisch Аляксандр Юр’евіч Паўловіч; russisch Александр Юрьевич Павлович Alexander Jurjewitsch Pawlowitsch; * 12. Juli 1988 in Hrodna, Weißrussische SSR) ist ein belarussischer Eishockeyspieler, der seit 2011 beim HK Dinamo Minsk in der Kontinentalen Hockey-Liga unter Vertrag steht. Bis 2015 wurde er zudem regelmäßig bei den wechselnden Farmteams des Klubs in der belarussischen Extraliga eingesetzt.

## Karriere
Aljaksandr Paulowitsch begann seine Karriere als Eishockeyspieler in seiner Heimatstadt in der Nachwuchsabteilung des HK Njoman Hrodna, für dessen Profimannschaft er von 2006 bis 2010 in der belarussischen Extraliga aktiv war. Parallel spielte er bereits seit 2004 für die zweite Mannschaft des Vereins in der zweiten belarussischen Spielklasse. Die Saison 2010/11 verbrachte der Flügelspieler beim HK Schachzjor Salihorsk.
Zur Saison 2011/12 wurde Paulowitsch vom HK Dinamo Minsk aus der Kontinentalen Hockey-Liga verpflichtet. Parallel zu den Einsätzen in der KHL für Dinamo kam er in der Saison 2012/13 beim  HK Junost Minsk, in der Saison 2013/14 beim HK Njoman Hrodna und in der Saison 2014/15 beim HK Dinamo Maladsetschna zum Einsatz.

### International
Für die belarussischen Junioren nahm Paulowitsch ausschließlich an der U20-Junioren-Weltmeisterschaft der Division I 2008 teil. Zudem spielte er mit der belarussischen Studentenauswahl bei der Winter-Universiade 2011 im türkischen Erzurum, wo er mit seinem Team die Silbermedaille gewann.
Im Seniorenbereich stand er erstmals bei der Weltmeisterschaft 2011 im Aufgebot seines Landes. Auch 2016 und 2017 nahm er an der Weltmeisterschaft teil. Außerdem vertrat er seine Farben er bei der Olympiaqualifikation für die Winterspiele in Pyeongchang 2018.

## Erfolge und Auszeichnungen
- 2011 Silbermedaille bei der Winter-Universiade

## Statistik
(Stand: Ende der Saison 2018/19)